# فهرست فرودگاه‌های پرت (استرالیا)
این مقاله شامل فهرست فرودگاه‌ها در پرت، استرالیای غربی واقع در کشور استرالیا است.
| مکان          | نام فرودگاه                                        | نوع    | ایکائو | یاتا | مخصتصات'                                                        |
| ------------- | -------------------------------------------------- | ------ | ------ | ---- | --------------------------------------------------------------- |
| Bellevue      | Bellevue Airport                                   | خصوصی  | YBLU   |      | ۲۷°۳۶′۴۶″ جنوبی ۱۲۰°۳۵′۳۸″ شرقی / ۲۷٫۶۱۲۷۸°جنوبی ۱۲۰٫۵۹۳۸۹°شرقی |
| Bullsbrook    | فرودگاه نیروی هوایی سلطنتی استرالیا در پایگاه پیرس | نظامی  | YPEA   |      | ۳۱°۴۰′۰۴″ جنوبی ۱۱۶°۰۰′۵۴″ شرقی / ۳۱٫۶۶۷۷۸°جنوبی ۱۱۶٫۰۱۵۰۰°شرقی |
| Jandakot      | فرودگاه جانداکوت                                   | همگانی | YPJT   | JAD  | ۳۲°۰۵′۵۱″ جنوبی ۱۱۵°۵۲′۵۲″ شرقی / ۳۲٫۰۹۷۵۰°جنوبی ۱۱۵٫۸۸۱۱۱°شرقی |
| Perth Airport | فرودگاه پرث                                        | همگانی | YPPH   | PER  | ۳۱°۵۶′۲۵″ جنوبی ۱۱۵°۵۸′۰۱″ شرقی / ۳۱٫۹۴۰۲۸°جنوبی ۱۱۵٫۹۶۶۹۴°شرقی |

## فرودگاه‌های ازبین‌رفته
| مکان      | نام فرودگاه           | نوع   | ایکائو | یاتا | مخصتصات'                                                        |
| --------- | --------------------- | ----- | ------ | ---- | --------------------------------------------------------------- |
| Caversham | فرودگاه صحرایی کورشام | نظامی |        |      | ۳۱°۵۰′۱۶″ جنوبی ۱۱۵°۵۸′۲۷″ شرقی / ۳۱٫۸۳۷۷۸°جنوبی ۱۱۵٫۹۷۴۱۷°شرقی |